# Districte de Montbard
El Districte de Montbard és un dels tres districtes del departament de la Costa d'Or, a la regió de Borgonya-Franc Comtat. Té 12 cantons i 254 municipis. El cap del districte és la sotsprefectura de Montbard. Te una extensió de 3.596 Km2 i una població de 57.858 habitants.

## Cantons
cantó d'Aignay-le-Duc - cantó de Baigneux-les-Juifs - cantó de Châtillon-sur-Seine - cantó de Laignes - cantó de Montbard - cantó de Montigny-sur-Aube - cantó de Précy-sous-Thil - cantó de Recey-sur-Ource - cantó de Saulieu - cantó de Semur-en-Auxois - cantó de Venarey-les-Laumes - cantó de Vitteaux